# El Vellón
El Vellón är en kommun i Spanien. Den ligger i den autonoma regionen Madrid, i den centrala delen av landet, 40 km norr om huvudstaden Madrid. Antalet invånare är 2 166 (2024).